# فرانتس کولرویت
فرانتس کولرویت (انگلیسی: Franz Colruyt) (زاده ۱۹۰۱ - درگذشته ۱۹۵۸) کارآفرین، بازرگان و مدیر ارشد اجرایی بلژیکی بود، که در سال	۱۹۲۵ شرکت کولرویت را بنیان نهاد.